# 太陽の東 月の西
『太陽の東 月の西』（たいようのひがし つきのにし。ノルウェー語:Østenfor sol og vestenfor måne、英語: East o' the Sun and West o' the Moon）はノルウェーの民話である。
日本語題としては他に『お日さまの東 お月さまの西のおしろ』（おひさまのひがし おつきさまのにしのおしろ）がみられる。
『太陽の東 月の西』はペテル・クリスティン・アスビョルンセンとヨルゲン・モーによって収集され、著作『ノルウェー民話集』に収録された。物語は、アールネ・トンプソンのタイプ・インデックスの425A、「失われた夫の捜索」に該当する。
英訳は、アンドルー・ラングによって『あおいろの童話集』にも収録される。

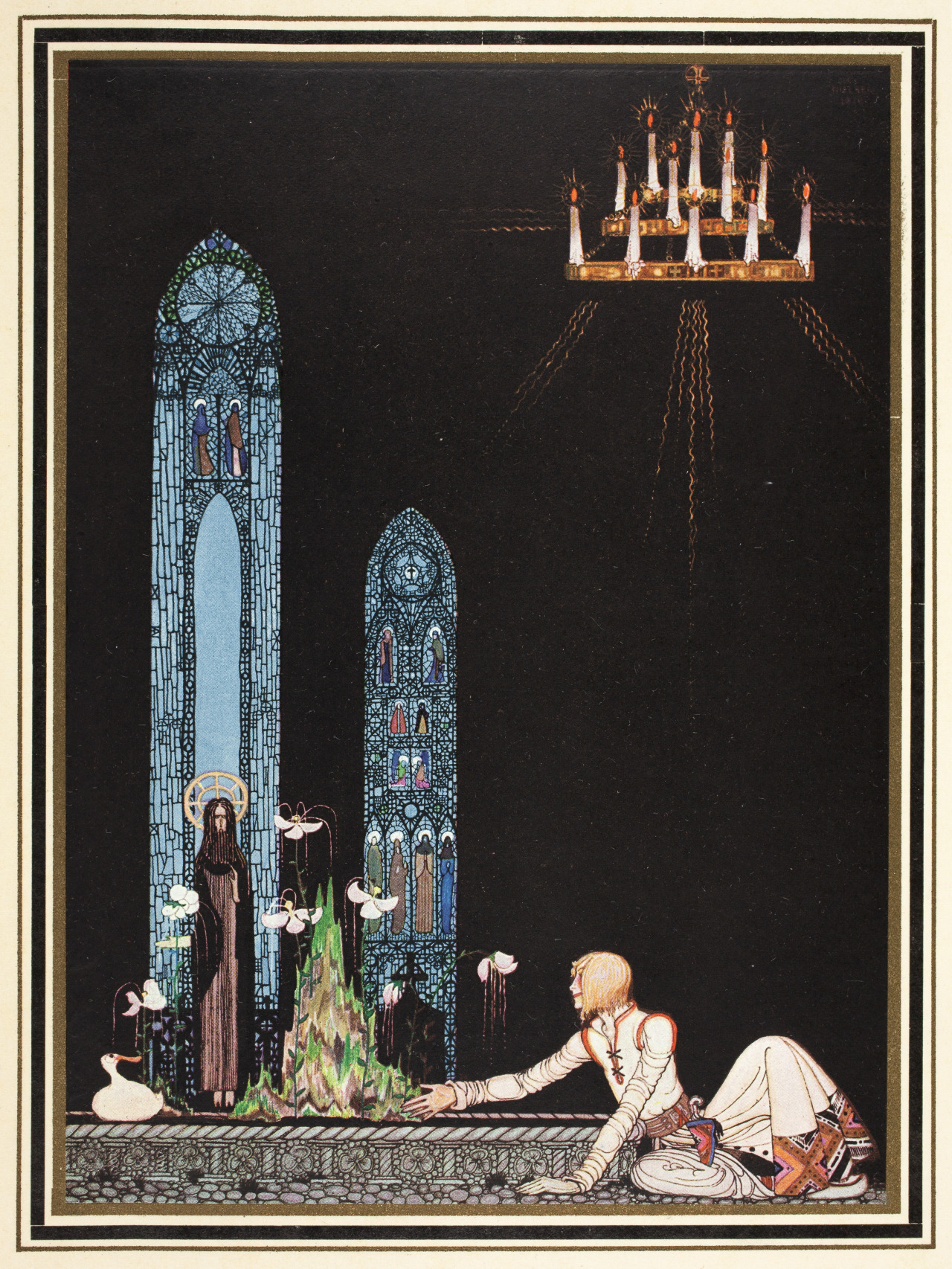
カイ・ニールセン画『太陽の東 月の西』（1914年）

## 類話
スウェーデンでのバージョンは『Prince Hat under the Ground』と呼ばれている。
アールネ・トンプソンのタイプ・インデックスの「425A 失われた夫の捜索」の説話タイプに属する他の物語には、『ノロウェイの黒牛』、『The King of Love』、『ノルウェーの茶色いクマ』、『The Daughter of the Skies』、『ブタと結婚した王女』、『ズキンガラスと妻』、『Master Semolina』、『ローズマリーの小枝』、『魔法をかけられたヘビ』そして『白クマ王ヴァレモン』が含まれる。

## あらすじ
貧しい百姓に白熊が近づき、お返しに金持ちにするから彼の一番若い娘をもらいたいと言った。百姓は白熊を帰し、しぶる娘を説得した。白熊は豪奢で魔法をかけられた宮殿に娘を連れ去った。夜に、白熊の姿を取り去った男性が彼女のベッドに来たが、明かりがなく、娘は彼の姿を決して見ることができなかった。
彼女がホームシックになったとき、彼女を一時家に帰すことを白熊は承知したが、他の人が周囲にいる時はよいが彼女の母と二人だけでは決して話をしないことに同意することを条件とした。自宅では家族が娘を歓迎した。しかし娘の母は二人きりで娘と話そうとして根気強く試みた。そしてついにその機会をとらえ、すべて話すように娘を説得した。娘の話を聞いた母は、白熊は本当はトロールであるに違いないと主張し、娘に数本のロウソクを与え、何者が彼女と寝所を共にしているかを見るために夜にこれらに点火するよう娘に話した。
暗い寝室に点った明かりによって、娘は、彼がとても魅力的な王子であることを知った。一目で恋をし、彼にキスをしてしまうが、その際誤って彼の上に3滴の溶けた獣脂をこぼし、彼を目覚めさせてしまった。王子は、娘が1年待ってくれたならば魔法から解放されただろうと話した。しかし今や、白熊の姿になるように彼に魔法をかけた、太陽の東、月の西の城に住んでいる邪悪な継母(en)の元に行かなければならなくなり、彼女の恐ろしい娘(en)と結婚しなければならなくなった、と。娘は太陽の東、月の西の城に一緒に行きたいと訴えたが、それは許されることではなく、娘がそこへ行く道筋もないと王子は言った。
朝になり、娘は、宮殿が消えているのに気付いた。娘は王子を捜すべく出発した。大きな山に来ると、娘は、金色のリンゴを弄んでいる老女と出会った。太陽の東、月の西の城への行き方を尋ねたが、老女は答えることができなかった。しかし老女は、知っているかもしれない隣人を訪ねられるように娘に馬を貸し、リンゴも与えた。隣人の老女は別の山にいて、金色の梳毛くしを持って外に座っていた。彼女もまた太陽の東、月の西の城への生き方を知らなかったが、知っているかもしれない隣人を訪ねられるように娘に馬を貸し、くしも与えた。3人目の隣人は金色の紡ぎ車を持っていた。彼女もまた、太陽の東、月の西の城への行き方を知らないため、東風に会えるように娘に馬を貸し、紡ぎ車も与えた。
東風は太陽の東、月の西の城へはこれまで行ったことがなかったが、彼の兄弟の西風なら行けるかも知れなかったので、彼は娘を西風の元へ連れて行った。しかし西風も同様であり、娘を南風の元へ連れて行った。しかし南風も同様であり、娘を北風の元へ連れて行った。北風は、かつてポプラの葉をそこに吹き飛ばして疲れ果てたことを娘に話した。しかし本当に行きたいならば連れて行くと言ったため、娘は同意し、北風は1日がかりで娘を城へ運んだ。
翌朝、城の窓の下で娘が金色のリンゴを取り出すと、3アレンの長い鼻をした少女がそれを見つけた。彼女こそ、王子と結婚することになっている姫であった。姫はリンゴを買いたいと申し出た。娘は、王子と夜を過ごすことができることを条件に同意した。姫はその条件を飲んだものの、王子に就眠時に眠り薬の入った飲物を与えた。そのため娘は王子を目覚めさせることができなかった。その翌晩も娘は王子と過ごさせてもらい、対価として姫に梳毛くしを渡した。しかし、王子を目覚めさせようとしたがかなわず、娘は泣き、王子に呼びかけた。
翌朝、城の一角に監禁されていて娘の訪問に気付いた人が、王子に娘のことを話した。3度目の夜、娘から金色の紡ぎ車を受け取った姫はまたも王子に飲物を与えたが、王子はそれを飲まず、眠らないで娘を待っていた。王子は、明日には鼻の長い姫と望まない結婚をしなければならないが、娘が自分を救うことができると話した。例えばシャツに落ちた3滴の獣脂を洗い落とすことは、彼の継母と彼女の娘といったトロールにはできないことなので、そうしたことができないような人物とは結婚しないと断言する。その代わり、王子が娘を呼び、娘はシャツを洗ってきれいにすることができるので、娘は王子と結婚する。
彼の計画はうまくいき、そして継母や鼻の長い姫、居合わせたトロール達は怒りで体が破裂した。こうして王子と彼の花嫁は、監禁されていた囚人達を自由にすると、金と銀を持って太陽の東、月の西の城を去った。

## 再話
- 『East of the Sun & West of the Moon』、カイ・ニールセンによる文と絵。
- 『East of the Sun & West of the Moon』、Mercer Mayer による文と絵。
- 『Once Upon a Winter's Night』、Dennis L. McKiernanによる。
- 『East』、Edith Pattouによる。
- 『Sun and Moon, Ice and Snow』、Jessica Day George による。
- 『Enchanted: East of the sun, West of the moon』、Nancy Madoreによる。
- 『The Dancing Bears』、1954年、W. S. Merwinによる。
- Rabbit Ears Productionsの『East of the Sun, West of the Moon』、D.J. MacHale 文、Vivienne Flesher 絵。
- 『Ice』、Sarah Beth Durstによる。

## 映画化
- ヨーロッパで映画化された『The Polar Bear King(Kvitebjørn Kong Valemon)』

- 1980年代初期に、ドン・ブルースは『East of the Sun and West of the Moon』という題の長編アニメ映画の制作を開始した[3][4]。結局のところ、映画は財政的支援を失ったことで決して完成することはなかった[5]。しかし映画は中止の段階で盛んに制作されていた[6]。

- Rabbit Ears Productionsの『East of the Sun, West of the Moon』。この物語のRabbit Ears Productionsバージョンで、マックス・フォン・シドーがナレーターを務めた。劇中音楽はライル・メイズによる。

- アメリカ合衆国とイギリスで制作されたテレビドラマの『ストーリーテラー』は、『The True Bride（本当の花嫁）』と呼ばれるエピソードで1話を費やしている。その物語は、同じ名前のドイツの民話に直接典拠しているが、結末で『太陽の東 月の西』を参照したとしている。2人の女のトロールは、『太陽の東 月の西』でのトロールのように、類似した方法で女主人公をその夫から引き離した。女主人公の愛する人はトロールによって魔法をかけられ、彼女を忘れるように仕向けられる。しかし彼は、王女の囚人達に真実を知らされる。他のエピソードの『Hans My Hedgehog（ハリネズミのハンス）』においては、夫がやはり獣から人間に変わる。

## その他
日本の東海大学出版会のウェブサイトのタイトル部にはこの物語の題名が掲げられ、そのリンク先では、サイトの目指すところを遙か彼方の世界である「太陽の東 月の西」に喩えている。
ノルウェーのバンドa-haが同名曲・同名アルバムを発表している。